# Sunburn (Muse)
Sunburn è un singolo del gruppo musicale britannico Muse, pubblicato il 21 febbraio 2000 come quarto estratto dal primo album in studio Showbiz.

## Video musicale
Il video, diretto da Nick Gordon, vede come protagonista l'attrice britannica Brooke Kinsella protagonista della soap opera inglese EastEnders. Nel video la Kinsella interpreta una baby sitter che si intrufola nella camera da letto dei suoi datori di lavoro durante la loro assenza per rovistare nella loro privacy. Il gruppo appare alla ragazza attraverso lo specchio, rappresentando così attraverso il loro riflesso il suo senso di colpa.

## Tracce
CD promozionale (Germania), CD (Germania)
1. Sunburn (Edit) – 3:37
2. Yes Please – 3:06
3. Ashamed – 3:47
4. Sunburn (Live) – 3:49

CD promozionale (Regno Unito)
1. Sunburn (Radio Edit) – 3:37

CD (Australia, Nuova Zelanda)
1. Sunburn (Album Version) – 3:54
2. Ashamed – 3:47
3. Yes Please – 3:06
4. Sunburn (Live in Vienna) – 3:49

CD (Benelux)
1. Sunburn (Radio Edit) – 3:37
2. Ashamed – 3:47
3. Sunburn (Acoustic) – 4:15
4. Uno (Live Version) – 3:49

CD (Francia)
1. Sunburn (Radio Edit) – 3:37
2. Ashamed – 3:47
3. Sunburn (Live) – 3:49

CD (Regno Unito – parte 1)
1. Sunburn – 3:54
2. Ashamed – 3:47
3. Sunburn (Live) – 3:49

CD (Regno Unito – parte 2)
1. Sunburn – 3:54
2. Yes Please – 3:06
3. Uno (Live) – 3:49

7" (Regno Unito)
- Lato A

1. Sunburn – 3:54

- Lato B

1. Sunburn (Live Acoustic) – 4:15

12" (Regno Unito)
- Lato A

1. Sunburn (Timo Maas Sunstroke Remix) – 6:44
2. Sunburn (Timo Maas Breakz Again Mix) – 5:27

- Lato B

1. Sunburn (Steven McCreery Remix) – 7:49

Download digitale
1. Sunburn – 3:53
2. Sunburn (Live) – 3:43
3. Ashamed – 3:47
4. Yes Please – 3:05
5. Uno (Live) – 3:21

## Formazione
Hanno partecipato alle registrazioni, secondo le note di copertina di Showbiz:
Gruppo
- Matthew Bellamy – pianoforte, voce, chitarra
- Dominic Howard – batteria
- Chris Wolstenholme – basso, contrabbasso

Produzione
- John Leckie – produzione, registrazione, missaggio
- Paul Reeve – registrazione
- Adrian Scarfe – assistenza al missaggio
- Safta Jaffrey – produzione esecutiva
- Dennis Smith – produzione esecutiva
- Boris Aldridge – assistenza tecnica (RAK Studios)
- Mark Thomas – assistenza tecnica (Samwills Studio)

## Classifiche
| Classifica (2000) | Posizione massima |
| ----------------- | ----------------- |
| Regno Unito       | 22                |